# ها يون جو
ها يون جو (بالكورية: 하연주)‏ هي ممثلة كورية جنوبية. ولدت يوم 6 أغسطس 1987 في سول في كوريا الجنوبية.

## روابط خارجية
- ها يون جو على موقع IMDb (الإنجليزية)
- ها يون جو على موقع قاعدة بيانات الفيلم (الإنجليزية)